# Rachel Corboz
Rachel Corboz (Mobile, 1º maggio 1996) è una calciatrice statunitense naturalizzata francese, centrocampista dello Stade Reims.

## Biografia
Rachel Corboz nasce a Mobile, in Alabama, da genitori di origine francese, Michel e Christine. Figlia d'arte, il padre Michael giocò da semiprofessionista nel Norcap Olympique Grenoble prima di trasferirsi, con la madre, dal 1992 negli Stati Uniti d'America per approfondire gli studi, cresce con la famiglia a Green Brook Township, New Jersey, dove le venne trasmessa la passione per il calcio. Sia il fratello maggiore Mael, di due anni più vecchio, che Daphné, la primogenita, nata nel giugno 1993, giocano a un buon livello, il primo come centrocampista da anni nel campionato tedesco di calcio dopo gli inizi negli States, così come la seconda, che dal 2015, con una sola pausa di un anno, gioca nello stesso ruolo in Europa e nel 2018 la raggiunge in Francia al Fleury.

## Statistiche

### Presenze e reti nei club
Statistiche aggiornate al 7 maggio 2025.
| Stagione           | Squadra            | Campionato         | Campionato | Campionato | Coppe nazionali | Coppe nazionali | Coppe nazionali | Coppe continentali | Coppe continentali | Coppe continentali | Altre coppe | Altre coppe | Altre coppe | Totale | Totale |
| Stagione           | Squadra            | Comp               | Pres       | Reti       | Comp            | Pres            | Reti            | Comp               | Pres               | Reti               | Comp        | Pres        | Reti        | Pres   | Reti   |
| ------------------ | ------------------ | ------------------ | ---------- | ---------- | --------------- | --------------- | --------------- | ------------------ | ------------------ | ------------------ | ----------- | ----------- | ----------- | ------ | ------ |
| 2018-2019          | Fleury             | D1                 | 19         | 0          | CF              | 2               | 1               | -                  | -                  | -                  | -           | -           | -           | 21     | 1      |
| 2019-2020          | Stade Reims        | D1                 | 15         | 0          | CF              | 1               | 0               | -                  | -                  | -                  | -           | -           | -           | 17     | 3      |
| 2020-2021          | Stade Reims        | D1                 | 18         | 3          | CF              | 1               | 0               | -                  | -                  | -                  | -           | -           | -           | 23     | 1      |
| 2021-2022          | Stade Reims        | D1                 | 22         | 4          | CF              | 3               | 2               | -                  | -                  | -                  | -           | -           | -           | 25     | 6      |
| 2022-2023          | Stade Reims        | D1                 | 22         | 3          | CF              | 3               | 3               | -                  | -                  | -                  | -           | -           | -           | 20     | 0      |
| 2023-2024          | Stade Reims        | D1                 | 19+2       | 4+1        | CF              | 2               | 2               | -                  | -                  | -                  | -           | -           | -           | 37     | 5      |
| 2024-2025          | Stade Reims        | PL                 | 22         | 2          | CF              | -               | -               | -                  | -                  | -                  | -           | -           | -           | 22     | 2      |
| Totale Stade Reims | Totale Stade Reims | Totale Stade Reims | 118        | 16         | -               | 10              | 7               | -                  | -                  | -                  | -           | -           | -           | 128    | 23     |
| Totale carriera    | Totale carriera    | Totale carriera    | 137        | 16         | -               | 12              | 8               | -                  | -                  | -                  | -           | -           | -           | 149    | 24     |